# Srbi na Malti
Srbi predstavljaju jednu od mnogobrojnijih etničkih skupina na Malti.

## Povijest
Srbi su se na Maltu počeli doseljavati u potrazi za poslom. Najveći broj srpskih radnika je zaposlen u građevinskoj industriji i ugostiteljstvu.

## Stanovništvo
Nacionalni statistički ured Malte prilikom popisa stanovništva ne vodi evidenciju o etničkoj pripadnosti. Godine 2009. malteški mediji su objavili da na Malti živi oko 1.100 Srba s boravišnom dozvolom i da oni predstavljaju najveću grupu ne-EU državljana na Malti. Prema popisu stanovništva iz 2011. godine, na Malti živi 541 osoba sa srpskim državljanstvom. Parlament Malte je 2014. godine objavio da od oko 23.000 stranaca, na Malti živi 790 Srba.

## Poznati Srbi na Malti
- Daniel Bogdanović, nogometaš
- Boris Pašanski, tenisač
- Nikola Vasović, košarkaš
- Marko Matijević, košarkaš

## Vanjske poveznice
- Srpski kulturno-informativni centar Malta  Arhivirana inačica izvorne stranice od 10. kolovoza 2016. (Wayback Machine)
- Maltese Serbian community